# HD 39286
HD 39286，又名BD+19 1110，SAO 94942、HR 2030，是一颗恒星，视星等为6.06，位于銀經188.57，銀緯-3.34，其B1900.0坐标为赤經5h 46m 27.9s，赤緯+19° -3.34′ 32″。